# Weishan (Dali)
Weishan (en chino, 巍山; pinyin, Wēishān) es un condado autónomo bajo la administración directa de la prefectura autónoma de Dali. Se ubica al norte de la provincia de Yunnan, sur de la República Popular China. Su área es de 2266 km² y su población total para 2010 fue de más de 300 mil habitantes.

## Toponimia
Weishan es el acorte de Weibaoshan (巍宝山 'montaña Weibao') una famosa montaña taoísta, un parque forestal nacional y un lugar sagrado para los chinos Yi. Por sus paisajes, los antiguos creían que había un tesoro en la montaña, por eso la llamaban Weibao, Wei (巍 imponente) y Bao (宝 tesoro).
Como las otras regiones autónomas, se caracteriza por estar asociada a un grupo étnico minoritario, en este caso, los Yi y Hui. La región recibió la condición de "autónomo" cuando se estableció el "condado autónomo yi y hui de Weishan" en 1956.

## Administración
El condado Weishan se divide en 10 pueblos que se administran en 4 poblados y 6 villas.